# 三星Galaxy Z Flip 6
三星Galaxy Z Flip 6（英語：Samsung Galaxy Z Flip 6）是一款由三星電子設計、生產、銷售和製造的可摺疊式智慧型手機，在2024年7月10日於法國巴黎舉行的Galaxy Unpacked與三星Galaxy Z Fold 6、三星Galaxy Watch 7、三星Galaxy Watch Ultra、三星Galaxy Buds3、三星Galaxy Buds3 Pro、三星Galaxy Ring一同發布，是Galaxy Z Flip 5的繼承產品。於2024年7月31日開始發售。
在2024年夏季舉行的巴黎奥林匹克运动会上，三星為參賽運動員提供了專屬的Galaxy Z Flip 6奧運特別版手機。這款手機擁有獨特的黑金色外觀，機背印有奧運五環標誌，展現其紀念價值。它配備了與Orange合作的100G數據流量的5G eSIM，並提供兩年的全球保固服務。

## 設計
三星Galaxy Z Flip 6與Galaxy Z Flip 5相比，機身稜角較為方正，主鏡頭升級成5000萬像素，鏡頭環色彩與機身搭配，外螢幕小工具可設定不同大小以在同一頁面顯示多個小工具，機身內新增VC均溫板輔助散熱，外螢幕和機背使用康寧大猩猩玻璃Victus2，而內螢幕為三星的超薄柔性玻璃。具有 IP48 防水防護等級，為首度具有防塵等級認證的可摺疊式智慧型手機，外框採用Armor鋁合金，並未使用如同Galaxy S24 Ultra的鈦合金機身。
三星Galaxy Z Flip 6共有雲海藍、晨曦黃、初芽綠、曜星銀、鋼岩黑、霓月白、雲雀桃等7種顏色可供選擇，其中鋼岩黑、霓月白、雲雀桃為線上商城限定色，且鋼岩黑具有碳纖維紋路的外觀裝飾。另外於巴黎奧運期間有推出奧運紀念版提供給參賽選手。
| 顏色 | 名稱   |
| ---- | ------ |
|      | 雲海藍 |
|      | 晨曦黃 |
|      | 初芽綠 |
|      | 曜星銀 |
|      | 鋼岩黑 |
|      | 霓月白 |
|      | 雲雀桃 |

## 主要功能

### Flex 模式
Flex 模式可讓裝置維持在多種穩定的角度下部分摺疊，通常介於 5至115度之間。啟用後，支援的應用程式會自動調整介面，常見情況為在螢幕上半部顯示內容，下半部則呈現控制項或其他功能。此模式可在不完全展開裝置的情況下，讓使用者互動或進行多工操作。

### FlexCam
FlexCam是基於Flex 模式延伸開發的相機功能，可在免持操作下使用。當裝置在穩定角度下部分摺疊並放置於桌面或架子等位置時，使用者可自拍、拍攝團體照或錄製影片。此外，亦支援自動取景以保持人物對齊、語音啟動拍攝，以及透過外螢幕顯示即時預覽畫面。

### FlexWindow
Galaxy Z Flip 6配備一塊3.4吋的外部螢幕，支支援小工具互動、快速回覆，並可透過主相機預覽自拍畫面。使用者可同時在一頁顯示多個小工具，無需展開裝置即可完成部分操作。

## 規格

### 硬體
三星Galaxy Z Flip 6的處理器使用高通驍龍8 Gen 3 for Galaxy，具有3.4吋的外螢幕和6.7吋的內螢幕，外螢幕為Super AMOLED螢幕，形狀延續前代的不規則形設計。內螢幕則為Dynamic AMOLED 2X螢幕，具有120Hz的可變更新率。

### 容量
三星Galaxy Z Flip 6升級為12GB的隨機存取記憶體，以及256GB或512GB的儲存空間，不支援micro-SD卡擴充容量。

### 電池
三星Galaxy Z Flip 6升級為4000mAh的鋰離子聚合物電池，採用雙電池模組設計，有線充電最大功率為25W，而無線充電最高為15W。

### 相機
三星Galaxy Z Flip 6配備2個後置鏡頭，分別為5000萬像素的廣角鏡頭和1200萬像素的超廣角鏡頭。而內螢幕另有1000萬像素的前置鏡頭。

## 軟體
三星Galaxy Z Flip 6預載基於Android 14的One UI 6.1.1，目前可透過官方更新至基於Android 15的One UI 7.0。此外，該機亦搭載了為摺疊螢幕裝置所設計的軟體優化功能，並支援部分旗艦機型（自2022年起推出）所提供的Galaxy AI功能。
截至2025年4月，該機可升級至基於Android 15的One UI 7版本。

### Galaxy AI
主要功能包括：
- 即時翻譯（英語：Interpreter）

可在主螢幕與封面螢幕上同步顯示翻譯結果，適用於多語言對話，無需展開裝置。
- 寫作智慧助理（英語：Writing Assist）

可於封面螢幕上啟用此功能，支援智慧回覆建議、語氣風格選擇與句型優化等，讓使用者無需展開裝置即可撰寫或回覆訊息。

## 外部連結
- 官方网站